# Neighborita
La neighborita és un mineral de la classe dels halurs que pertany al subgrup de la neighborita. Rep el seu nom del geòleg nord-americà Frank Neighbor.

## Característiques
La neighborita és un halur, un fluorur de sodi i magnesi, de fórmula química NaMgF₃. Cristal·litza en el sistema ortoròmbic. Es troba en forma de cristalls pseudoctaedrals o pseudocúbics, de fins a 3 mil·límetres. La seva duresa a l'escala de Mohs és 4,5. És un mineral relacionat amb el seu anàleg amb potassi, la parascandolaïta.
Segons la classificació de Nickel-Strunz, la neighborita pertany a «03.AA - Halurs simples, sense H₂O, amb proporció M:X = 1:1, 2:3, 3:5, etc.» juntament amb els següents minerals: marshita, miersita, nantokita, UM1999-11:I:CuS, tocornalita, iodargirita, bromargirita, clorargirita, carobbiïta, griceïta, halita, silvina, vil·liaumita, salmiac, UM1998-03-Cl:Tl, lafossaïta, calomelans, kuzminita, moschelita, clorocalcita, kolarita, radhakrishnaïta, challacolloïta i hephaistosita.

## Formació i jaciments
Es troba en esquistos bituminosos dolomítics deficients en alumini. Sol trobar-se associada a altres minerals com: burbankita, nahcolita, wurtzita, baritocalcita, garrelsita, pirita, calcita o quars. Va ser descoberta l'any 1961 a Sun Haverstrite Well, Uintah (Utah, Estats Units).